# Мізерув
Мізерув (пол. Mizerów) — село в Польщі, у гміні Сушець Пщинського повіту Сілезького воєводства.
Населення — 1435 осіб (2011).
У 1975-1998 роках село належало до Катовицького воєводства.

## Демографія
Демографічна структура станом на 31 березня 2011 року:
|          | Загалом | Допрацездатний вік | Працездатний вік | Постпрацездатний вік |
| -------- | ------- | ------------------ | ---------------- | -------------------- |
| Чоловіки | 696     | 175                | 460              | 61                   |
| Жінки    | 739     | 179                | 438              | 122                  |
| Разом    | 1435    | 354                | 898              | 183                  |